# Nederlandse Veteranendag

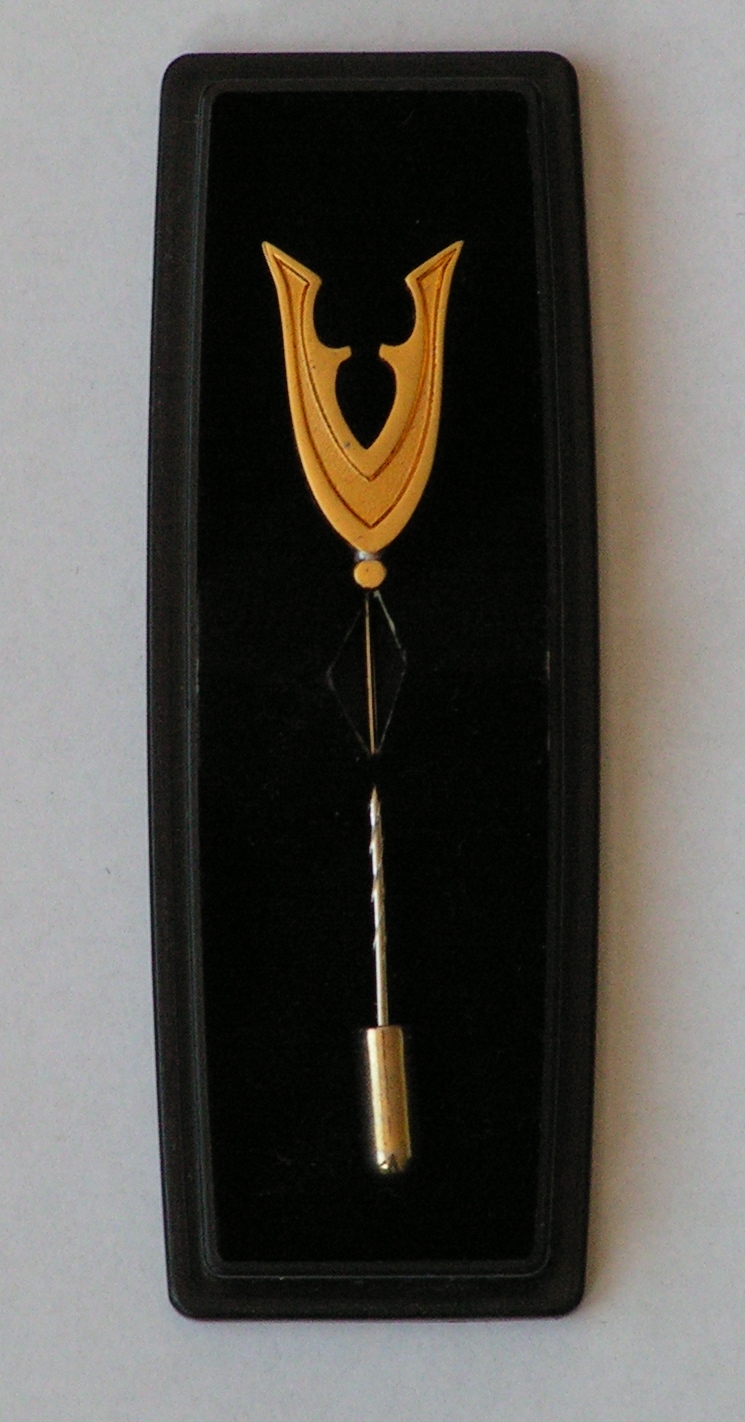
Draaginsigne Veteranen

De Nederlandse Veteranendag (aanvankelijk op de kalender op de vaste datum 29 juni - vanaf 2005 - maar sinds 2009 op de laatste zaterdag in juni) is ingesteld door de Nederlandse regering en sedert 2006 verheven tot nationaal evenement. De dag is een eerbetoon aan alle Nederlandse veteranen, waarbij erkenning en waardering voor hen centraal staat.
Het Nederlands Veteraneninstituut zegt: "In Nederland vallen de volgende personen onder de definitie veteraan: De militair, de gewezen militair, of de gewezen dienstplichtige, van de Nederlandse krijgsmacht, dan wel van het Koninklijk Nederlands-Indisch Leger, alsmede degene die behoorde tot het vaarplichtig koopvaardijpersoneel, die het Koninkrijk der Nederlanden heeft gediend onder oorlogsomstandigheden dan wel heeft deelgenomen aan een missie ter handhaving of bevordering van de internationale rechtsorde voor zover deze missie bij regeling van Onze Minister is aangewezen. In 2014 kende minister van Defensie Jeanine Hennis-Plasschaert de veteranenstatus ook toe aan militairen die hebben deelgenomen aan de beëindiging van de gijzelingsacties in 1977."
Als eerbetoon aan prins Bernhard werd door het kabinet besloten de Nederlandse Veteranendag jaarlijks in principe op 29 juni, de verjaardag van de prins, te organiseren. In 2008 viel 29 juni op een zondag en daarom werd de Nederlandse Veteranendag een dag eerder, op zaterdag 28 juni 2008, gehouden.
Tijdens de Nederlandse Veteranendag 2008 bleek dat een zaterdag meer gelegenheid biedt voor bezoekers en veteranen van alle leeftijden. Met name voor werkende veteranen en ouders met kinderen is een zaterdag meer geschikt. Daarom is door het Comité Nederlandse Veteranendag besloten om vanaf 2009 de Veteranendag jaarlijks op de laatste zaterdag in juni te organiseren. Hiermee wordt recht gedaan aan de oorspronkelijke traditie om de Veteranendag op de verjaardag van prins Bernhard te houden. 

## Actueel

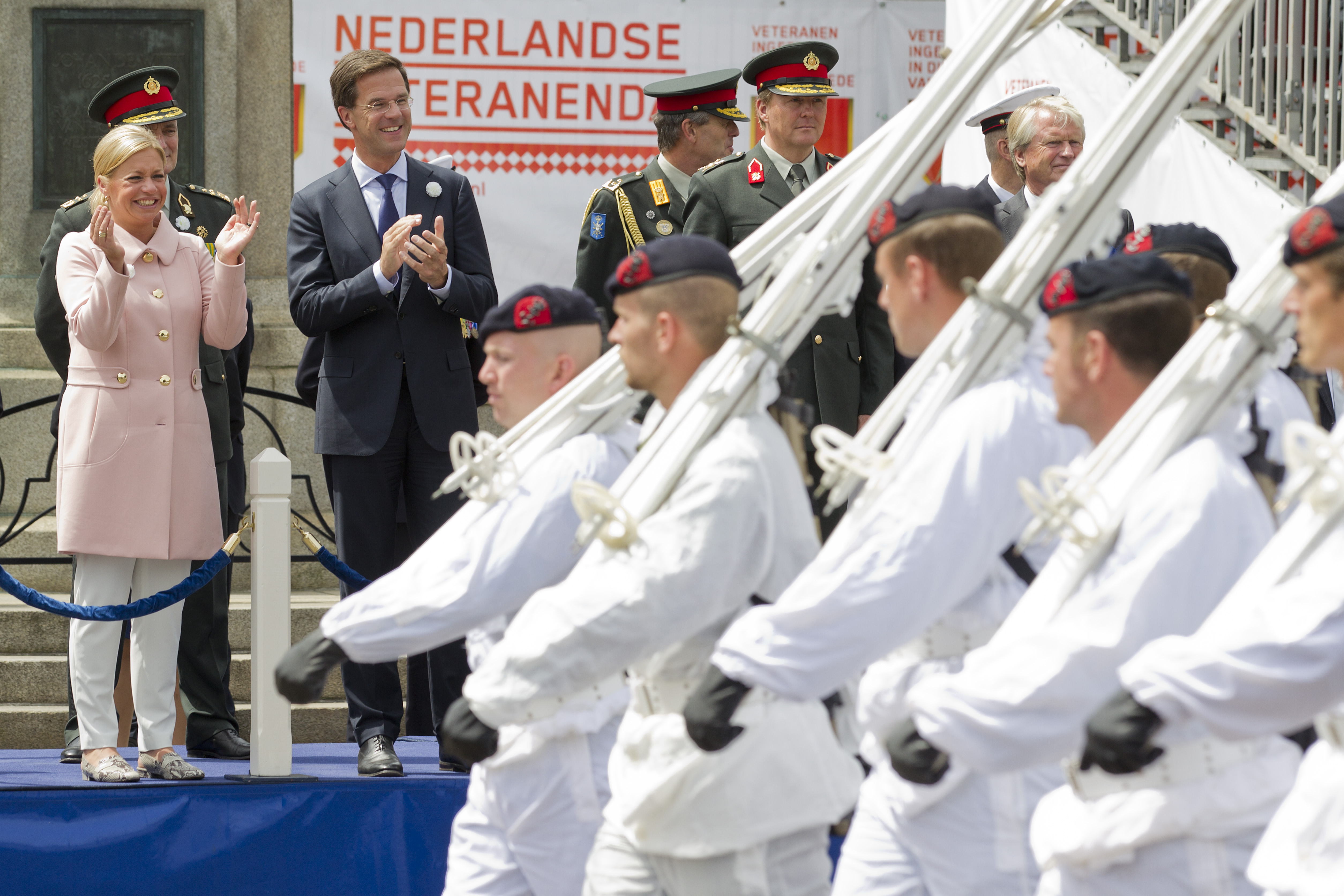
Het defilé in 2014 werd afgenomen door koning Willem-Alexander. Hij werd vergezeld door minister-president Rutte, minister van defensie Hennis en CDS Tom Middendorp.

De hoofdviering van de jaarlijkse Nederlandse Veteranendag vindt plaats in Den Haag. Daarnaast vinden tegelijkertijd regionale en gemeentelijke veteranendagen plaats. In 2008 werd in ruim 200 gemeenten invulling gegeven aan Veteranendag. Het nationale evenement in Den Haag bestaat uit:
- een plechtigheid in de Koninklijke Schouwburg in aanwezigheid van de koning
- het ceremonieel uitreiken van onderscheidingen en herinneringsmedailles aan recent van een missie teruggekeerde militairen
- een flypast bij de aanvang van het defilé
- een defilé van veteranen en actief dienende militairen door de binnenstad van Den Haag dat wordt afgenomen door de koning
- een bijeenkomst op het Malieveld waar veteranen en burgers elkaar kunnen ontmoeten; deze bijeenkomst heeft een jaarlijks wisselend hoofdthema

Verder bestaat er de mogelijkheid extra activiteiten in Den Haag te organiseren. Zo werd in 2008 een extra evenement op het Plein georganiseerd en werd op vrijdag 27 juni 2008, ter promotie van de Nederlandse Veteranendag, een parachutistensprong uitgevoerd boven de Hofvijver.
De Nederlandse Veteranendag wordt georganiseerd door het Nationaal Comité Veteranendag en ondersteund door:
- Ministerie van Defensie
- Ministerie van Onderwijs, Cultuur en Wetenschap
- Vereniging Veteranen Platform
- Nederlands Veteraneninstituut

Het Nationaal Comité Veteranendag is een breed maatschappelijk opgezet comité dat voor de voorbereiding en uitvoering beschikt over een projectorganisatie.
Voor gemeenten en regio's is volop ruimte om op dezelfde datum lokale en/of regionale bijeenkomsten te organiseren. Er zijn ook regionale activiteiten op andere data mogelijk. Het Nationaal Comité Veteranendag brengt dit samen met de Vereniging van Nederlandse Gemeenten onder de aandacht van alle burgemeesters in Nederland.

## Geschiedenis

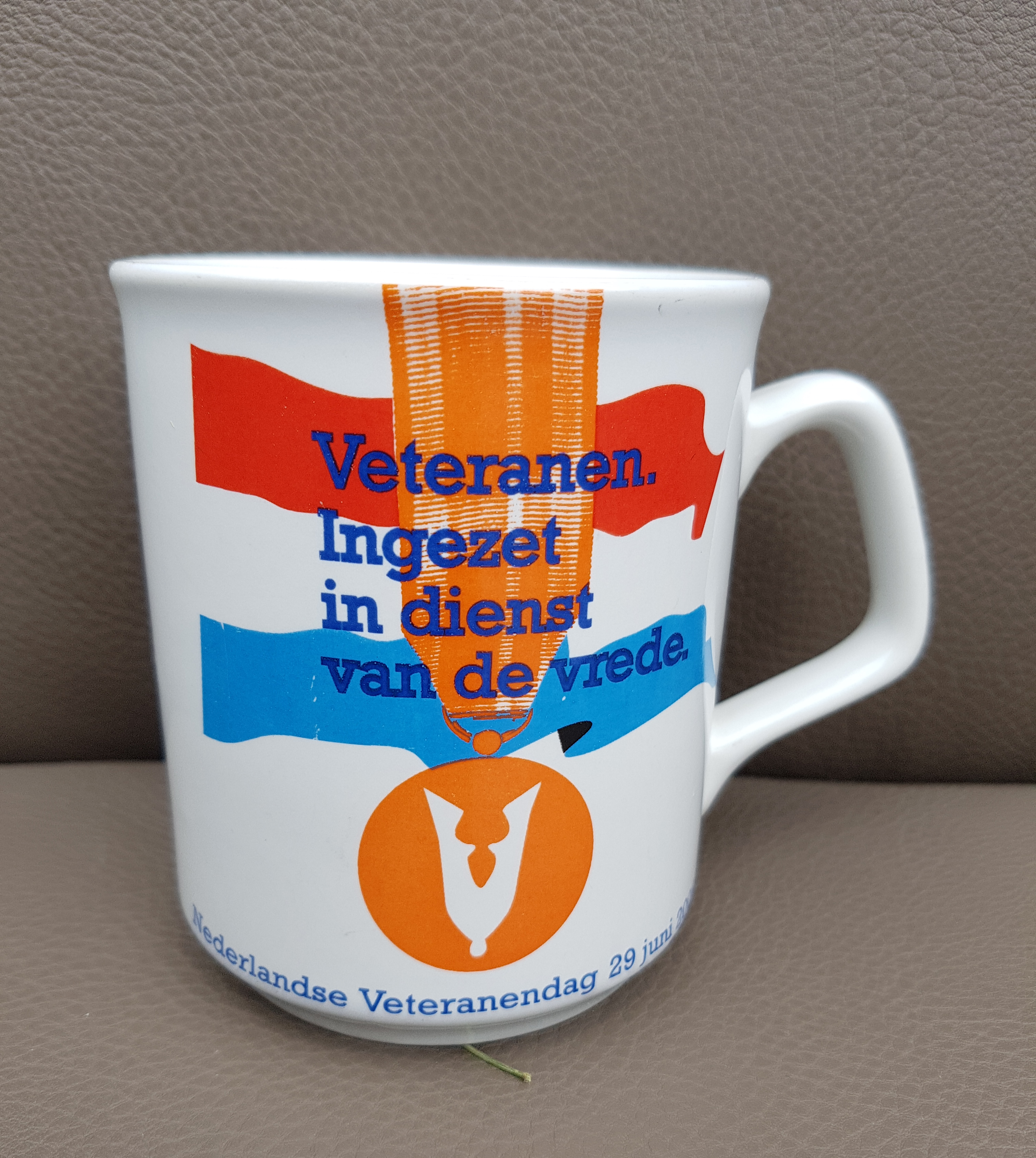
Nederlandse Veteranen drinkbeker

De Nederlandse Veteranendag is een eerbetoon voor hen die zich ingezet hebben in dienst van het land, van de Tweede Wereldoorlog tot en met de missies van nu hebben. Het doel is de maatschappelijke erkenning en waardering voor veteranen te bevorderen. De dag is ingesteld door de regering en wordt georganiseerd door het Nationaal Comité Veteranendag, met ondersteuning van het ministerie van Defensie en diverse maatschappelijke partners. Inmiddels betreft dit anno 2023 ruim 100.000 Nederlandse veteranen, die zich in dienst van de vrede hebben ingezet. De erkenning en waardering die zij daarvoor verdienen staat centraal bij dit evenement. In 2005 werd het voor het eerst gehouden in Nederland. Op 24 mei 2006 besloot de ministerraad de Nederlandse Veteranendag aan te wijzen als Nationaal Evenement. In 2020 en 2021 vond de Veteranendag zonder publiek plaats vanwege de coronapandemie die in 2020 uitbrak. Er werd deze jaren geen defilé afgenomen. In plaats daarvan vond er een besloten viering plaats in de Koninklijke Schouwburg.

## Achtergrond
In 1996 werd door het toenmalige lid van de Tweede Kamer Theo van den Doel (VVD) een motie ingediend die de regering opriep om de mogelijkheid te onderzoeken voor een Nationale Veteranendag. Pas in 2003 werd door het toenmalige kabinet de Commissie Nederlandse Veteranendag ingesteld om te adviseren hoe de gewenste maatschappelijke erkenning van veteranen kon worden ingevuld en vergroot. De commissie concludeerde dat het in het leven roepen van een Nederlandse Veteranendag goed zou kunnen bijdragen aan de verbetering van de maatschappelijke erkenning van Nederlandse veteranen, jong en oud. Op zo'n dag kan de samenleving erkenning en waardering tot uitdrukking brengen voor het werk en de prestaties van de veteranen. De Nederlandse regering heeft het advies van de Commissie Nederlandse Veteranendag overgenomen en liet zorg dragen voor een goede en gepaste invulling van de Nederlandse Veteranendag. Hiertoe is het Comité Nederlandse Veteranendag ingesteld.
Het Nederlands kabinet had 29 juni voorgesteld als datum waarop Veteranendag zou moeten worden gevierd. Op deze dag werd in 1911 oorlogsveteraan prins Bernhard geboren. Eerder werden Koninginnedag, Bevrijdingsdag en Prinsjesdag als mogelijkheden genoemd. Naast deze speciale nationale ceremoniedag vinden er gedurende het jaar ook andere ceremonies plaats.

## Herkenbaarheid

### Het Veteraneninsigne
In 2002, bij de begrotingsbehandeling van Defensie, werd door het toenmalige lid van de Tweede Kamer, Theo van den Doel, een motie ingediend voor een draaginsigne voor Veteranen. De motie werd met algemene stemmen aangenomen. Sinds 2003 dient het draaginsigne als symbool voor de herkenbaarheid van een veteraan. Het Draaginsigne Veteranen kan als reversspeld op het uniform of burgertenue worden gedragen. Het is bedoeld als een vorm van maatschappelijke erkenning én om de onderlinge band tussen veteranen te verstevigen. Veteranen dragen daarom het draaginsigne, terwijl het symbool de witte anjer primair bedoeld is voor de burgerbevolking (niet-veteraan).

### Witte anjer, symbool voor erkenning en waardering
De witte anjer staat symbool voor de erkenning en waardering voor veteranen vanuit de samenleving. Het is daarmee een uiterlijk kenmerk dat staat voor respect van de burgerbevolking voor de inzet van veteranen onder moeilijke omstandigheden en hun loyaliteit aan Nederland. De symboliek van de witte anjer vindt zijn oorsprong in de Tweede Wereldoorlog.
Op 29 juni 1940 kwamen in diverse plaatsen in Nederland Oranjegezinde Nederlanders bijeen. Het doel van die bijeenkomsten was om openlijk en demonstratief de 29ste verjaardag van prins Bernhard vieren. De vlag uitsteken was streng verboden en vlaggen waren er inderdaad niet te zien. Wel veel bloemen - vooral anjers, vandaar de naam Anjerdag. Die anjer verwees rechtstreeks naar prins Bernhard. Sinds zijn studententijd had de prins de gewoonte om zich met een witte anjer te tooien.
De witte anjer als waardering voor veteranen kent daarmee een dubbele achtergrond: primair is het een verwijzing naar Anjerdag, de anjer als een symbool van verzet, loyaliteit en solidariteit, terwijl het voor die veteranen die daar waarde aan hechten eveneens een verwijzing naar prins Bernhard is.

## Vlaginstructie
Het rood-wit-blauw van de vlag van Nederland zal voortaan altijd op Veteranendag in heel het land wapperen. Dit is op 12 juni 2009 besloten in de ministerraad. Het besluit betekent dat voortaan op alle gebouwen van de rijksoverheid en bij gemeenten en provincies wordt gevlagd op de laatste zaterdag in juni. Ook burgers en bedrijven kunnen op Veteranendag de vlag uitsteken. De Nederlandse Veteranendag schaart zich daarmee in het rijtje van dagen waarop uitgebreid gevlagd mag worden, zoals Koningsdag, Nationale Dodenherdenking en Bevrijdingsdag.

## Internationaal
Ook in andere landen wordt aan Veteranendag (zie bijvoorbeeld de doorverwijzing naar de Engelstalige Wikipedia) gedaan, soms gekoppeld aan een ceremonie of eedaflegging. 

In de Verenigde Staten vindt Veterans Day plaats op 11 november. In Canada en Australië heet het Remembrance Day, en die valt ook op 11 november. In Engeland wordt Remembrance Day gevierd op de zondag die het dichtst bij 11 november valt. Rusland en andere voormalige Sovjetstaten hebben voor ieder legeronderdeel aparte vieringsdagen.

## Nationaal Comité Veteranendag

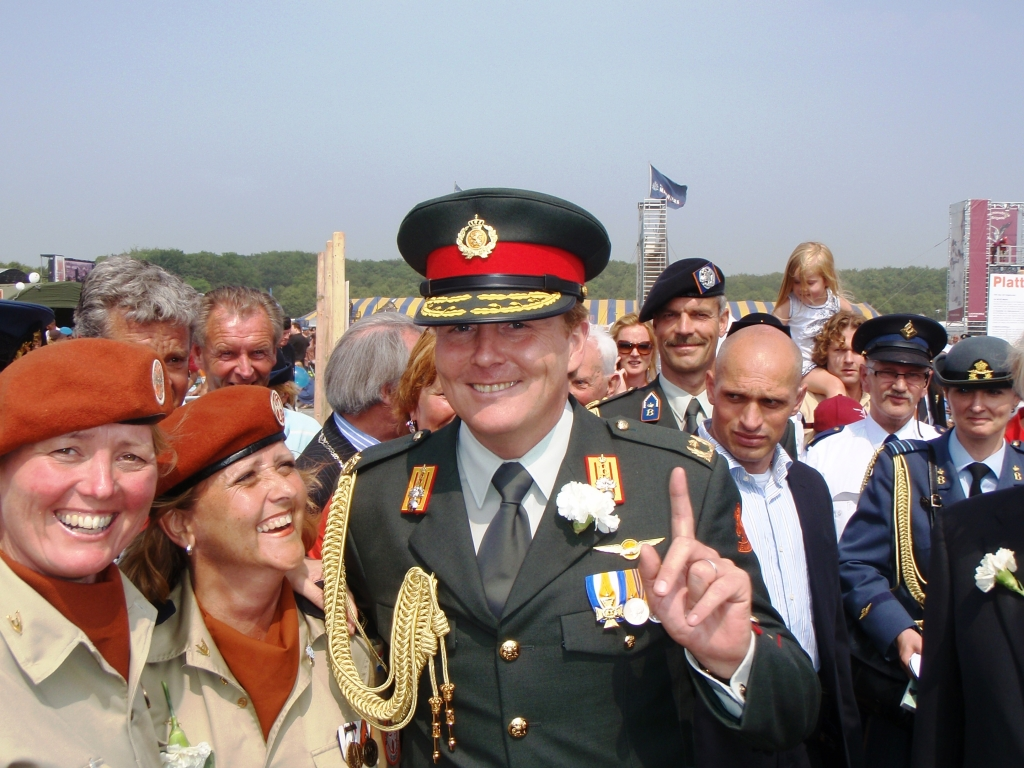
Beschermheer prins Willem-Alexander tijdens Veteranendag 2010

Het Nationaal Comité Veteranendag is als volgt samengesteld (in 2020):
- Dhr. J. Smit (voorzitter), commissaris van de Koning van de provincie Zuid-Holland;
- Luitenant-generaal F.V. van Sprang (vicevoorzitter), Inspecteur-generaal der Krijgsmacht en Inspecteur der Veteranen;
- Mw. drs. A. Eijsink;
- Dhr. A. Marcouch, burgemeester van Arnhem;
- Dhr. M. W. Vroom, burgemeester van Leidschendam-Voorburg;
- Mw. P.J.M.G. Blanksma-van den Heuvel, burgemeester van Helmond;
- Dhr. J. Slagter, directeur Omroep Max;
- Dhr. S.L. Laarberg, CEO Allianz Nederland;
- Generaal-majoor E.A.E. Dobbenberg, directeur Aansturen Operationele Gereedheid Defensie;
- Brigadegeneraal J. Legein, hoofddirecteur Personeel Defensie;
- Luitenant-generaal b.d. J.F.A.M. van Griensven, voorzitter Vereniging Veteranen Platform.

Secretaris Nationaal Comité Veteranendag: 
- Luitenant-kolonel T. den Dekker, secretaris Nationaal Comité Veteranendag.

De adviseurs voor het Nationaal Comité Veteranendag zijn:
- Brigadegeneraal P.G.F. Hoefsloot, directeur-bestuurder van het Nederlands Veteraneninstituut;
- Luitenant-kolonel der mariniers b.d. J. van Nee, programmaleider Programmabureau Nederlandse Veteranendag;
- Dhr. J.M. Sol, campagneleider publiekscampagne en woordvoerder;
- Dhr. drs. S. Broers, adviseur organisatie Nederlandse Veteranendag, gemeente Den Haag;
- Luitenant-kolonel drs. L. van den Berg, adjudant van Z.M. de Koning.

## Verwante onderwerpen
- Nederlandse (inter)nationale themadagen en -weken
- Feest- en gedenkdagen
- Veterans Day (in Verenigde Staten)